# Tomobrachyta nigroplagiata
Tomobrachyta nigroplagiata là một loài bọ cánh cứng trong họ Cerambycidae.